# 1926 w literaturze
Wydarzenia literackie w 1926 roku.

## Wydarzenia
- polskie
- 6 stycznia – Polski Klub Literacki powołał komisję w składzie: J. Kaden-Bandrowski, S. Krzywoszewski, J Lorentowicz, K. Makuszyński, W. Sieroszewski i L. Staff. Komisja miała przeprowadzić realizację projektu utworzenia Polskiej Akademii Literatury.
- zagraniczne
  - powstało Praskie Koło Lingwistyczne
  - ukazał się Manifest Stowarzyszenia do Walki przeciw Poetom wydany przez grupę młodych pisarzy bułgarskich

## Nowe książki
- polskie
  - Maria Dąbrowska – Ludzie stamtąd
  - Włodzimierz Perzyński – Nie było nas, był las

- zagraniczne
  - Izaak Babel – Armia konna (Конармия)
  - Agatha Christie – Zabójstwo Rogera Ackroyda (The Murder of Roger Ackroyd)
  - Ernest Hemingway – Słońce też wschodzi (The Sun Also Rises)
  - Franz Kafka – Zamek (Das Schloß)
  - Thomas Edward Lawrence – Siedem filarów mądrości (Seven Pillars of Wisdom)
  - A.A. Milne – Kubuś Puchatek (Winnie-the-Pooh)
  - Vladimir Nabokov – Maszeńka
  - Vladislav Vančura – Kapryśne lato
  - Herbert George Wells – Świat Williama Clissolda(inne języki) (The World of William Clissold)

## Nowe dramaty
- polskie
  - Włodzimierz Perzyński – Uśmiech losu

- zagraniczne
  - Izaak Babel – Zmierzch(inne języki) (Закат)

## Nowe poezje
- polskie
  - Jan Kasprowicz – Mój świat
  - Maria Pawlikowska-Jasnorzewska – Pocałunki
  - Julian Tuwim – Słowa we krwi
  - Bruno Jasieński – Słowo o Jakubie Szeli
- zagraniczne
  - Paul Éluard - Stolica bólu (Capitale de la douleur)
  - Ezra Pound - Personae. Wiersze zebrane (Personae: The Collected Poems)
  - Vladimír Holan – Blouznivý vějíř (debiut).

## Urodzili się
- 2 stycznia – Wira Wowk, ukraińska poetka, literaturoznawczyni (zm. 2022)
- 11 stycznia – Jerzy Ofierski, polski pisarz i dziennikarz (zm. 2007)
- 13 stycznia – Michael Bond, brytyjski pisarz (zm. 2017)
- 14 stycznia
  - Mahasweta Devi(inne języki), bengalska pisarka (zm. 2016)
  - Tom Tryon, amerykański pisarz i scenarzysta (zm. 1991)
- 19 stycznia – Maria Podraza-Kwiatkowska, polska historyk literatury (zm. 2016)
- 24 stycznia – Herta Huber, niemiecka pisarka i poetka (zm. 2018)
- 3 lutego – Richard Yates, amerykański pisarz (zm. 1992)
- 5 lutego – Lars Huldén(inne języki), fiński pisarz (zm. 2016)
- 8 lutego – Neal Cassady, amerykański poeta (zm. 1968)
- 18 lutego – A.R. Ammons, amerykański poeta (zm. 2001)
- 20 lutego – Richard Matheson, amerykański pisarz i scenarzysta (zm. 2013)
- 26 lutego – Sergio Fernández Cárdenas, meksykański pisarz i krytyk literacki (zm. 2020)
- 3 marca – James Merrill, amerykański poeta (zm. 1995)
- 17 marca – Siegfried Lenz, niemiecki pisarz (zm. 2014)
- 24 marca – Dario Fo, włoski dramaturg, laureat Nagrody Nobla (zm. 2016)
- 27 marca – Frank O’Hara, amerykański poeta, współtwórca Szkoły nowojorskiej (zm. 1966)
- 28 marca – Jan Gałkowski, polski poeta (zm. 1989)
- 31 marca – John Fowles, pisarz (zm. 2005)
- 1 kwietnia – Anne McCaffrey, amerykańska pisarka science fiction oraz fantasy (zm. 2011)
- 3 kwietnia
  - Erazm Kuźma, polski eseista i krytyk literacki (zm. 2014)
  - Ryszard Zieliński, polski pisarz (zm. 1994)
- 17 kwietnia – Herschel Silverman(inne języki), amerykański poeta (zm. 2015)
- 19 kwietnia – Sonja Åkesson, szwedzka pisarka i dramatopisarka (zm. 1977)
- 23 kwietnia – J.P. Donleavy, amerykański pisarz (zm. 2017)
- 24 kwietnia – Stefan Chojnowski, polski poeta ludowy
- 27 kwietnia – Tim LaHaye, amerykański pisarz (zm. 2016)
- 28 kwietnia – Harper Lee, amerykańska powieściopisarka (zm. 2016)
- 30 kwietnia – Oktawiusz Jurewicz, polski filolog klasyczny (zm. 2016)
- 15 maja
  - Anthony Shaffer, brytyjski dramatopisarz i powieściopisarz (zm. 2001)
  - Peter Shaffer, angielski dramatopisarz i scenarzysta (zm. 2016)
- 21 maja – Robert Creeley, amerykański pisarz (zm. 2005)
- 25 maja – Max von der Grün, niemiecki pisarz (zm. 2005)
- 31 maja – Krzysztof Zarzecki, polski tłumacz (zm. 2019)
- 3 czerwca – Allen Ginsberg, amerykański poeta  (zm. 1997)
- 4 czerwca
  - Ain Kaalep, estoński poeta, pisarz i tłumacz (zm. 2020)
  - Judith Malina, amerykańska pisarka, poetka, tłumaczka (zm. 2015)
- 6 czerwca – Wiesław Adam Berger, polski prozaik (zm. 1998)
- 10 czerwca – Christopher Middleton(inne języki), brytyjski poeta (zm. 2015)
- 14 czerwca – Hermann Kant, niemiecki prozaik (zm. 2016)
- 22 czerwca – Tadeusz Konwicki, polski prozaik i scenarzysta (zm. 2015)
- 25 czerwca – Ingeborg Bachmann, austriacka eseistka i poetka (zm. 1973)
- 26 czerwca – Janina Weneda, polska powieściopisarka (zm. 2014)
- 27 czerwca – Frank O’Hara, amerykański poeta (zm. 1966)
- 29 czerwca – Olga Chrobra, polska pisarka (zm. 1994)
- 15 lipca – Driss Chraïbi, marokański pisarz (zm. 2007)
- 17 lipca – Arrigo Levi(inne języki), włoski eseista (zm. 2020)
- 20 lipca – Elizabeth Jennings, angielska poetka (zm. 2001)
- 23 lipca – Ludvík Vaculík, czeski prozaik i publicysta (zm. 2015)
- 28 lipca – Namvar Singh(inne języki), indyjski pisarz i krytyk literacki (zm. 2019)
- 29 lipca – Jacek Bocheński, polski pisarz
- 5 sierpnia
  - Mieczysław Czajkowski, polski prozaik, poeta i publicysta (zm. 2017)
  - Kasem Trebeshina, albański pisarz (zm. 2017)
  - Per Wahlöö, szwedzki pisarz (zm. 1975)
- 6 sierpnia – Janet Asimov, amerykańska pisarka science fiction (zm. 2019)
- 7 sierpnia – Stan Freberg, amerykański pisarz (zm. 2015)
- 14 sierpnia – René Goscinny, francuski twórca komiksów, pisarz (zm. 1977)
- 29 sierpnia – René Depestre, pisarz i poeta haitański
- 1 września – James Reaney, kanadyjski pisarz (zm. 2008)
- 3 września – Alison Lurie, amerykańska powieściopisarka (zm. 2020)
- 14 września – Michel Butor, francuski pisarz (zm. 2016)
- 19 września – Helena Zarachowicz, polska bibliotekarka (zm. 2012)
- 2 października – Jan Morris, walijska pisarka (zm. 2020)
- 15 października – Evan Hunter, amerykański pisarz (zm. 2005)
- 20 października – Andrzej Waligórski, polski poeta (zm. 1992)
- 25 października – Bo Carpelan, fiński pisarz (zm. 2011)
- 28 października
  - Henryk Bereza, polski krytyk literacki, eseista (zm. 2012)
  - Tadeusz Gajdzis, polski pisarz (zm. 2021)
- 31 października – H.R.F. Keating, angielski pisarz (zm. 2011)
- 1 listopada – Günter de Bruyn, niemiecki pisarz (zm. 2020)
- 5 listopada – John Berger, brytyjski prozaik i krytyk sztuki (zm. 2017)
- 8 listopada – Dymitr Szatyłowicz, białoruski poeta (zm. 2020)
- 10 listopada – Eugenia Łoch, polska historyk literatury (zm. 2019)
- 11 listopada – Noah Gordon, amerykański pisarz (zm. 2021)
- 24 listopada – Werner Heiduczek, niemiecki pisarz (zm. 2019)
- 25 listopada – Poul Anderson, amerykański pisarz science fiction i fantasy (zm. 2001)
- 1 grudnia
  - Tadeusz Drewnowski, polski literaturoznawca (zm. 2018)
  - Kitty Hart-Moxon, polsko-angielska pisarka
- 6 grudnia – Andrzej Mandalian, polski poeta (zm. 2011)
- 20 grudnia – Ewa Fiszer, polska poetka (zm. 2000)
- 23 grudnia – Robert Bly, amerykański pisarz (zm. 2021)
- 24 grudnia – Maria Janion, polska historyczka literatury, krytyk literacki (zm. 2020)
- Peter Kempadoo(inne języki), gujański pisarz (zm. 2019)
- Władysław Krupka, polski pisarz i scenarzysta komiksowy (zm. 2019)
- Badr Szakir as-Sajjab, poeta iracki (zm. 1964)

## Zmarli
- 10 stycznia – Eino Leino, fiński poeta (ur. 1878)
- 14 stycznia – René Boylesve, francuski powieściopisarz (ur. 1867)
- 7 lutego (lub 9 lutego) – Łarisa Rejsner, rosyjska pisarka i poetka (ur. 1895)
- 1 marca – Camilo Pessanha, portugalski poeta (ur. 1867)
- 15 marca – Dmitrij Furmanow, rosyjski pisarz (ur. 1891)
- 21 maja – Ronald Firbank, angielski pisarz (ur. 1886)
- 23 maja – Sigrid Elmblad, szwedzka pisarka i tłumaczka (ur. 1860)
- 27 maja
  - Valeska Gräfin Bethusy-Huc, niemiecka pisarka (ur. 1849)
  - Srečko Kosovel, słoweński poeta, krytyk i publicysta (ur. 1904)
- 4 lipca – Amy Ella Blanchard, amerykańska pisarka i poetka (ur. 1856)
- 8 lipca – Karel Václav Rais, czeski pisarz (ur. 1859)
- 1 sierpnia – Jan Kasprowicz, polski poeta, przedstawiciel Młodej Polski (ur. 1860)
- 15 września – Rudolf Eucken, niemiecki pisarz i myśliciel, laureat Nagrody Nobla (ur. 1846)
- 12 października – Edwin Abbott Abbott, brytyjski pisarz (ur. 1838)
- 26 listopada – Eliška Krásnohorská, czeska pisarka, poetka i krytyczka literacka (ur. 1847)
- 12 grudnia – Jean Richepin, francuski pisarz (ur. 1849)
- 29 grudnia – Rainer Maria Rilke, niemieckojęzyczny poeta i prozaik (ur. 1875)
- Emma Frances Dawson, amerykańska prozaiczka i poetka (ur. 1839)

## Nagrody
- Nagroda Nobla – Grazia Deledda